# Amaia Gabantxo
Amaia Gabantxo (Bermeo, Vizcaya, 28 de marzo de 1973) es una escritora, cantante y traductora vasca especializada en literatura vasca.
En 2023 recibió por segunda vez el premio de traducción Etxepare-Laboral Kuxa.

## Biografía
Gabantxo realizó el bachillerato en el instituto público de su pueblo natal.  En Irlanda del Norte, Ulster University, se licenció en Literatura Inglesa e Irlandesa con la segunda nota más alta de su promoción, siendo la única extranjera en dicha promoción. Más tarde se trasladó a Norwich (Inglaterra) para realizar un máster en Traducción Literaria en la Universidad East Anglia, siendo la primera alumna en tratar una lengua minoritaria, el euskera. Bajo la tutela del entonces director del British Centre for Literary Translation, Dr. Peter Bush, se inició en las primeras traducciones directas del euskera al inglés con las poesías del escritor Bernardo Atxaga.
Más tarde se trasladó a Chicago, donde como artista residente del Instituto Cervantes, se convirtió en una artista completa, mediante la fusión de la voz, la música y la poesía, en actuaciones performativas en un unión del grupo Kontuz. Con este grupo grabó un disco, en el que incluyeron arreglos modernos de flamencos con algunas canciones del repertorio vasco. Según sus palabras «radicales versiones modernas de los clásicos».±
En 2011 comenzó a impartir clases de euskera, literatura y escritura creativa en la Universidad de Chicago. Desde 2020 reparte su tiempo entre los Estados Unidos y el País Vasco, donde lleva a cabo nuevos proyectos.
Durante el confinamiento por la pandemia del covid 19, puso en marcha desde Chicago un proyecto denominado #basquevideopoems, por el que convertía en videopoemas textos, traducciones al inglés, de poetas vascos, que había publicado en 2007: Six Basque Poets (Arc Publications): Bernardo Atxaga, Miren Agur Meabe, Joseba Sarrionaindia, Kirmen Uribe, Rikardo Arregi y Felipe Juaristi.
En 2021 participó, junto a la bertsolari Oihana Iguaran, en el proyecto Peregrinaje. Recogieron sonidos de la trashumancia y crearon con ellos una pieza musical, un paisaje sonoro que iba desde la montaña al mar. Iguaran puso versos a la melodía, y Gabantxo versionó canciones tradicionales. En posteriores proyectos continúa aunando la música vasca y norteamericana.

## Obra
Gabantxo ha traducido varios libros del euskera al inglés. Entre otros:
- Anjel Lertxundi. Zorion perfektua. "Perfect happiness" (Center for Basque Studies - University of Reno, 2006)[9][10]
- Unai Elorriaga. Vredaman. "Plants don´t drink coffee" (Archipelago Books 2009).[11]
- Harkaitz Cano Belarraren ahoa. "Blade of Light" (University of Nevada Press, 2010).
- Bernardo Atxaga. Borrokaria. "The fighter" (Instituto Etxepare, 2011)
- Anjel Lertxundi. Non Omnis moriar. (Instituto Etxepare, 2012)
- Gabriel Aresti Harri eta herri eta Maldan behera. "Downhill and Rock & core" (University of Nevada Press, 2017).
- Miren Agur Meabe. Kristalezko begi bat. "A glass eye" (Parthian Books, 2017)
- Harkaitz Cano. Twist. "Twist" (Archipelago Books, 2018).[12]

## Otros
- En la primavera de 2019, Gabantxo colaboró con Jenny Holzer en la retrospectiva de la obra de esta artista en el Museo Guggenheim Bilbao. En la fachada del museo se proyectó poesía vasca en su idioma original y traducida al inglés. Holzer le dijo a Gabantxo que era una idea que llevaba más de veinte años rondando por su cabeza.[13][14]
- En 2019, Gabantxo habló sobre la traducción de la poesía vasca en el marco de los eventos organizados por esta organización académica con motivo del Año de las Lenguas Indígenas, que se celebró en la Universidad Purdue en West Lafayette, Indiana, EE. UU. En la conferencia "Del cuadrado a la página, y a la otra página: El orden de las cosas en la poesía vasca traducida".[15]

## Premios
- Etxepare 2018 – Premio Laboral Kutxa de Traducción en 2018, por traducir al inglés Harri eta herri y Maldan behera de Gabriel Aresti. El trabajo ha sido publicado por la Universidad de Nevada (EE. UU.).[16][17][18][19]
- Etxepare 2023. En 2023 recibió por segunda vez el Premio de Traducción Etxepare-Laboral Kutxa. Esta vez fue por la traducción del libro Hezurren erretura de Miren Agur Meabe al inglés, con el título de Burning Bones. Fue publicado por la editorial independiente Parthian Books en Gales.[4][20]